# Диана Ковачева
Диана Ковачева, MBE е българска юристка и политик. Тя е министър на правосъдието в първото правителство на Бойко Борисов.
Ковачева е дама на Ордена на Британската империя от 2014 г. заради приноса ѝ в борбата срещу корупцията, за работата ѝ за създаване на по-прозрачна и независима съдебна система и стремежа ѝ да гарантира върховенството на закона. От 2016 до 2020 г. е заместник-омбудсман на Република България. От 2020 до 2024 г. е омбудсман на Република България.

## Биография
Диана Ковачева е родена на 16 юли 1975 г. в град София. През 1993 година завършва 19 СОУ „Елин Пелин“, а през 1998 г. завършва право в Софийския университет „Свети Климент Охридски“. След стаж в Министерство на правосъдието работи за кратко в международноправната секция на Института за правни науки към БАН (2000 – 2001) и в Дирекцията за международно сътрудничество на Министерство на правосъдието (2001 – 2002). Доктор по международно право и международни отношения от 2010 г. Тема на доктората: „Юрисдикция на Международния наказателен съд“. Редовен преподавател е към катедра „Международно право и право на Европейския съюз“ при Юридическия факултет на УНСС. Диана Ковачева е доцент по международно право и международни отношения. Автор е на редица статии и на монографиите: „Противодействие на корупцията. Международноправни аспекти“ (2016), „Международният наказателен съд: учредяване и юрисдикция“ (2018), „Индивидът в международното право. Правосубектността на физическите лица в контекста на международното хуманитарно право и международното право за защита на правата на човека“ (2018), „Националните институции за защита на правата на човека: международноправни стандарти и предизвикателства“ (2019).
През 2002 година става изпълнителен директор на българския клон на международната неправителствена организация Прозрачност без граници. Владее отлично английски, френски и руски език.
През ноември 2011 година министър-председателят Бойко Борисов номинира Ковачева за министър на правосъдието на мястото на избраната за вицепрезидент Маргарита Попова. На 30 ноември е одобрена от Народното събрание за този пост.
През месец януари 2016 година е избрана за заместник-омбудсман от Народното събрание със 152 гласа.
На 21 май 2020 Парламентът с голямо мнозинство избира Диана Ковачева за национален омбудсман. Кандидатурата ѝ е издигната от ПГ на ГЕРБ. Мандатът ѝ е пет години. „За“ гласуват 173 депутати, без против, трима гласуват „въздържал се“.
На 24 януари 2024 г. е избрана за български съдия в Европейският съд по правата на човека с 9-годишен мандат. Тя наследява Йонко Грозев.